# Moriguchi (Osaka)
Moriguchi (守口市 Moriguchi-shi?) es una ciudad localizada en la prefectura de Osaka, Japón. En julio de 2019 tenía una población estimada de 142.124 habitantes y una densidad de población de 11.182 personas por km². Su área total es de 12,71 km².

## Geografía

### Localidades circundantes
- Prefectura de Osaka
  - Osaka
  - Kadoma
  - Neyagawa
  - Settsu

## Demografía
Según datos del censo japonés, la población de Moriguchi ha disminuido en los últimos años.
| Año del censo | Población |
| ------------- | --------- |
| 1995          | 157.306   |
| 2000          | 152.298   |
| 2005          | 147.465   |
| 2010          | 146.697   |
| 2015          | 143.042   |